# Raymond Boisset
Raymond Félix Claude Boisset (ur. 26 marca 1912 w La Pacaudière, zm. 6 lipca 1991 w Paryżu) – francuski lekkoatleta, sprinter.

## Kariera
W 1934 został wicemistrzem Europy w sztafecie 4 × 400 metrów, która uzyskała czas 3:15,6 s (rekord Francji). Zajął także 5. miejsce w biegu na 400 metrów. W tym samym roku został również mistrzem Francji na 400 metrów z czasem 47,6 s (najlepszy wynik w karierze na tym dystansie, nowy rekord kraju). W 1935 ponownie został mistrzem Francji na 400 m z czasem 49,0 s. W 1936 wystartował na igrzyskach olimpijskich w biegu na 400 m oraz sztafecie 4 × 400 metrów. W zawodach indywidualnych odpadł w pierwszej rundzie, zajmując 4. miejsce w swoim biegu eliminacyjnym z czasem 49,5 s. Francuska sztafeta także odpadła w pierwszej rundzie, plasując się na ostatniej, 3. pozycji w swoim biegu eliminacyjnym z czasem 3:15,2 s (rekord Francji). W tym samym roku był 4. w biegu na 400 m na mistrzostwach kraju z czasem 50,0 s. W 1937 zdobył brązowy medal mistrzostw Francji na 400 m z czasem 49,7 s.